# Ian Sommerville
Ian Sommerville (* 1951 in Glasgow, Schottland) ist ein britischer Informatiker. Er war bis 2014 Universitätsprofessor an der Universität Saint Andrews und ist Autor eines weit verbreiteten Lehrbuchs über Softwaretechnik.

## Leben
Sommerville studierte Physik an der University of Strathclyde und Informatik an der University of St Andrews. Von 1975 bis 1978 war er Dozent an der Heriot-Watt University in Edinburgh und anschließend bis 1986 an der Strathclyde University in Glasgow. 1986 wurde er zum Professor im Fach Softwaretechnik an der University of Lancaster berufen. Von 2006 bis Januar 2014 setzte er seine akademische Laufbahn an seiner Alma Mater, der University of St Andrews in Schottland fort.